# Stollmann András
Stollmann András (1999-ig Štollmann; Rozsnyó, 1932. szeptember 19. –) zoológus, ornitológus.

## Élete
Apai nagyszülei Stollmann Andor (1852-1933) polgári iskolai rajztanító, festőművész és Mikler Emília (1865-1941) voltak. Édesapja Stollmann Gusztáv a besztercebányai Kereskedelmi Akadémián tanult, majd 1918-ban önkéntesként a besztercebányai 16-os honvéd gyalogezredbe vonult be. Őrvezetőként 1918 októberében Dél-Tirolba Brixen térségébe vezényelték, de közelharcba az összeomlás miatt már nem bocsátkozott. Felesége Rózsás Erzsébet.
A komáromi bencés gimnáziumban kezdte tanulmányait. 1944-ben részt vett a komáromiak tihanyi cserkésztáborozásán. 1952-ben érettségizett Komáromban a szlovák gimnáziumban. 1957-ben a pozsonyi Pedagógiai Főiskolán szerzett biológia–kémia szakos tanári oklevelet. 1972-ben a Comenius Egyetemen doktorált zoológiából.
1952-től a komáromi járás természetvédelmi hivatalának konzervátora. 1958-1974 között a zsolnai Vágvölgyi Múzeum (Považské múzeum), 1974-1994 között nyugdíjaztatásáig az óhegyi (Staré Hory) Kutató Állomás zoológusa. Ezen kívül 1965-től természetvédelmi táborokat (TOP) és egyesületet (Zsolnán) szervezett. Kiadványok esetében szerkesztői és közreműködői munkát is végzett.
Elsősorban apróemlősökkel, parazitológiával és az ornitológiával (fehér gólya állományának vizsgálata) foglalkozik. Több madárfaj első szlovákiai előfordulását közölte. 1994-től Ógyallán él. Több komáromi járásbeli természetvédelmi terület védetté nyilvánítását is kezdeményezte (keszegfalusi Kissziget, bősi Rétisas-sziget, pati Hévíz, Apáli, Csicsói holtág). Számos társaság tagja: 1965-től a zsolnai természetvédő kar első elnöke, a Csehszlovák Ornitológiai Társaság tagja, illetve a Szlovák Természet- és Tájvédők Szövetségének alapításában is részt vállalt.

## Elismerései
- A Szlovák Környezetvédelmi Miniszter Díja 2013[7]

## Művei
- 1954 Der Bestand des Weissen Storchs im Donaugebiet zwischen Bratislava (Pressburg) und Sturovo (Gran) 1953. Die Vogelwarte 17, 43.
- 1955 New nesting-sites of the White-Tailed Eagle near the Danube in Czechoslovakia. Aquila 59-62, 437-438.
- 1955 Vzácne zatúlance z radu Gressores na juhozápadné Slovensko v rokoch 1953-1954. Sborník krajského múzea v Trnave I, 17-21.
- 1956 Madártani adatok Szlovákiából. Aquila, 321.
- 1956 Strna snehová v Podmajsku. Sborník krajského múzea v Trnave II, 97.
- 1956 Rezervácia orlov morských (Haliaëtus albicilla) na Slovensku. Ochrana přírody 11, 77-80.
- 1953 Die Verbreitung des Weisstorchs in der Umgebung der Hohen Tatra. Die Vogelwarte 18, 212-214.
- 1958 Die Zwergohreule (Otus scops) in der Slowakei und als Nistkastbewohner. Orn. Mitt. 10, 25-26.
- 1958 Rozšírenie bocianov bielych v podtatranských okresoch. Sborník prác o Tatranskom národnom parku 2, 127-133.
- 1964 Adatok a Fenyőrigó fészkeléséhez a Nyugati-Kárpátokban. Aquila 69/70, 195-198.
- 1964 Adatok néhány madárfaj elterjedéséhez a nyugati Kárpátokban. Vertebrata Hungarica 6/1-2, 89-96.
- 1968 A fehérhátú fakopáncs (Dendrocopos leucotos Bechstein) rendszertani helyzete a Kárpátokban. Aquila LXXV, 193-206. (tsz. Kohl I.)
- 1969 Herman Ottó négy levele Kocyán Antalhoz. Herman Ottó Múzeum Évkönyve 8, 23-26.
- 1977 Oslavy stého výročia založenia Prírodovedného spolku župy trenčianskej. Pamiatky a príroda 6, 42.
- 1979 Die Mammalien der nordostlichen Zips. Sborník Východoslovenského múzea v Košiciach, Ser AB 20, 129-147. (tsz. Randík A.)
- 1982 Distribution and some aspects of ecology of Sorex alpinus Schinz, 1837 (Mammalia, Insectivora) in the Western Carpathians. Abstracts of Papers III/ITC, Helsinki, 62. (tsz. Dudich A.)
- 1983 Rozšírenie piskora vrchovského (Sorex alpinus Schinz, 1837; Soricidae, Insectivora) na Slovensku. Biologia 38, 181-190. (tsz. Dudich A.)
- 1983 Príspevok k poznaniu parazitických červov drobných zemných cicavcov žijúcich v Ľubochnianskej doline vo Veľkej Fatre (Západné Karpaty). Ochrana Prírody 4, 181-191. (tsz. Murai É. és Mészáros F.)
- 1984 In memoriam Tibor Weisz (1914-1983). Miscellanea Zoologica Hungarica 2, 5. (tsz. Mészáros F.)
- 1984 Results of complex parasitological investigations on small mammals in the Čergov Mountains (Western Carpathians, Czechoslovakia). Misc. zool. hung. 2, 7-11. (tsz. Mészáros F.)
- 1984 Terrestrial small mammals in the Čergov Mountains (Western Carpathians, Czechoslovakia). Misc. zool. hung. 2, 13-14.
- 1987 Karmazsinpirók (Carpodacus erythrinus) előfordulása Somogyban. Aquila 93-94, 314. (tsz. Csorba G. és Mészáros F.)
- 1987 Chorológia bociana bieleho (Ciconia ciconia L.) na Slovensku. Ochrana prírody 8, 8-40.
- 1990 Felsőcsallóközi történetek Csiba Lajos gyűjteményéből. Múzeumi Híradó 14, 37-45.
- 1990 Populačná dynamika bociana bieleho (Ciconia ciconia) na Žitnom ostrove. In: A. Štollmann (zost.): Ciconia '88 – Zborník referátov z odborného seminára konaného 28.-29. júna 1988 v Komárne. Bratislava, 46-53.
- 1999 Selye János Komáromból indult. Komáromi Lapok 1999/10, 7 (március 12.)
- 1999 Bocian biely (Ciconia ciconia) v okrese Komárno. Rosalia – Spravodaj ochrany prírody okresu Nitra a Chránenej krajinnej oblasi Ponitrie 14, 181-188. (tsz. A. Szabóová)
- 2009 Distribution and conservation management of the Root Vole (Microtus oeconomus) populations along the Danube in Central Europe (Rodentia: Arvicolinae). Lynx 40, 29-42. (tsz. Gubányi A., Dudich A. és Ambros, M.)
- 2012 A Duna mente elfeledett ornitológusai. Dunatáj 17/2012, 4.
- 2020 Ornitológusok szakmai és emberi kapcsolatai Dunán innen és túl. In: Spravodaj múzea - Múzeumi Híradó XXV, 92-116. (tsz. Dudich Sándor)
- Madarakkal szemtől szembe